# スーザン・ブレイクリー
スーザン・ブレイクリー（Susan Blakely、1948年9月7日 - ）は、アメリカ合衆国の女優。
西ドイツ（当時）のフランクフルト・アム・マインに、駐留米軍軍人の子として生まれる。テキサス大学オースティン校卒業後、ニューヨークのネイバーフッド・プレイハウスで演劇を学び、モデルの仕事を始める。1972年に女優デビュー。
1976年、テレビミニシリーズ『リッチマン・プアマン/青春の炎』で第34回ゴールデングローブ賞主演女優賞（テレビドラマ部門）を受賞した。

## 主な出演作品

### 映画
- 野蛮人たち Savages (1972)
- 追憶 The Way We Were (1973)
- ブルックリンの青春 The Lord's of Flatbush (1974)
- タワーリング・インフェルノ The Towering Inferno (1974)
- ニューヨーク麻薬捜査線 Report to the Commissioner (1975)
- シャンプー Shampoo  (1975) クレジットなし
- ビッグ・ボス Capone (1975)
- リッチマン・プアマン/青春の炎 Rich Man, Poor Man (1976) テレビミニシリーズ
- リッチマン・プアマンⅡ Rich Man, Poor Man - Book II (1976) テレビミニシリーズ
- エアポート'80 The Concorde ... Airport '79 (1979)
- ヒトラー最期の日 The Bunker (1981) テレビ映画
- SFバイオノイド Annihilator (1986)
- オーバー・ザ・トップ Over the Top (1986)
- ドリーム・ドリーム Dream a Little Dream (1989)
- ブレーメンの出来事 The Incident (1990) テレビ映画
- 悪女のシナリオ Dead Reckoning (1990)
- ワイルドフラワー Wildflower (1991) テレビ映画
- イントルーダーズ/第四の遭遇 Intruders (1992) テレビミニシリーズ
- 隣人は闇に微笑む The Perfect Nanny (2000)
- クラッシュポイント・ゼロ Crash Point Zero (2000)
- ラストデイズ Chain of Command (2000) テレビ映画
- 殺人調書101 Murder 101: New Age (2008) テレビ映画
- グリズリー・パーク Grizzly Park (2008)
- ビバリーヒルズ・チワワ2 Beverly Hills Chihuahua 2 (2011)

### テレビドラマ
- ラブ・ボート Love Boat (1985)
- アーサー・ヘイリーの ホテル Hotel (1985-1987)
- ジェシカおばさんの事件簿 Murder, She Wrote (1989-1994)
- ファルコン・クレスト Falcon Crest (1990)
- 炎のテキサス・レンジャー Walker Texas Ranger (1994)
- Dr.マーク・スローン Diagnosis Murder (1995,2000)
- アナザー・ライフ〜天国からの3日間〜 Twice in a Lifetime (1999)
- ダナ&ルー リッテンハウス女性クリニック Strong Medicine (2001)
- コールドケース 迷宮事件簿 Cold Case (2006)
- Side Order of Life (2007)
- NIP/TUCK マイアミ整形外科医 Nip/Tuck (2007)
- チャーリー・シーンのハーパー★ボーイズ Two and a Half Men (2008)
- サウスランド Southland (2009-2011)
- ブラザーズ&シスターズ Brothers & Sisters (2010)
- クーガータウン Cougar Town (2012)